# Rzeźba św. Franciszka z Asyżu w Valletcie
Rzeźba św. Franciszka z Asyżu (malt. Statwa ta' San Franġisk, ang. Statue of St. Francis of Assisi) – zabytkowa rzeźba w stolicy Malty Valletcie. Umieszczona jest na rogu budynku u zbiegu ulic Triq ir-Repubblika i Triq Melita na ścianie Kościół św. Franciszka z Asyżu w Valletcie (malt. Knisja ta' San Franġisk).
Statua przedstawia św. Franciszka z Asyżu trzymającego w prawej ręce krzyż. Pomalowana na biało rzeźba świętego umieszczona jest w półokrągłej niszy pomalowanej na szaro i otoczona jest rzędem żarówek. Obecna rzeźba jest kopią pierwotnej wykonanej przez rzeźbiarza Vincenzo de Candia, która umieszczona została na kościele 2 grudnia 1745 roku. Oryginalna rzeźba została przeniesiona do prowadzonego przez franciszkanów kościoła Mater Dolorosa w Saint Paul’s Bay.
Obiekt jest wpisany na listę National Inventory of the Cultural Property of the Maltese Islands pod numerem 00566.